# 보카치오 (날아라 슈퍼보드)
(보카치오)는 날아라 슈퍼보드의 악역으로, 진공마왕의 부하마귀.

## 소개
보카치오
마귀들의 총반격에 나오는 진공마왕의 부하이자 동생으로 거대한 복어처럼 생긴 마귀로 이쪽은 물을 대량으로 먹어치우는 대식가. 같은 부하 마귀인 그리노치아에 비해 내용 상 별 능력도 활약도없이 물속에서 계속 헤엄쳐 다니다가 저팔계가 댐을 파괴하자, 세차게 범람하는 급류에 휩쓸려 물을 마시던 진공마왕의 입속으로 물과 함께 쏠려 들어가 잡아먹히고 꼬리 지느러미만 입 밖으로 나온다. 진공마왕은 결국 과식으로 움직이지 못해서 부적에 봉인당한다. 보카치오의 처음이자 마지막으로 유일한 대사는 "아악 형님 나까지 잡수시면 안돼요! 으악!"